# Meagan McGrath
Meagan McGrath (nacida en 1977) es una ingeniera aeroespacial, montañista y exploradora canadiense. Ha escalado las siete mejores cumbres del mundo, ha visitado el Polo Norte y es la primera canadiense en esquiar sin ayuda al Polo Sur.

## Biografía
McGrath nació en Toronto, Ontario, pero creció en Sudbury, Ontario. Estudió química en el Royal Military College of Canada y se convirtió en ingeniera aeroespacial empleada en las fuerzas armadas canadienses.McGrath fue a una visita casual al Kilimanjaro y estaba intrigado por la experiencia y decidió probar más desafíos.
McGrath ha escalado las cumbres más altas de siete continentes, incluido el Monte Everest. Cuando descendía del Everest dirigió el rescate de otro montañista.Fue el 21 de mayo de 2007 y rescató al nepalí Usha Bista. Fue seleccionada como ganadora del Premio Humanitario Sir Edmund Hillary Foundation of Canada en 2011 por su rescate. El premio reconoce a un canadiense que ha contribuido personal o administrativamente con un servicio o acto significativo en la región del Himalaya de Nepal.
Luego negoció con sus empleadores para tener un año libre para tratar de escalar las cinco cimas y caminar y esquiar hasta el Polo Sur. Completó la caminata el 16 de enero de 2010.
Ahora ha escalado las principales cumbres de los siete continentes, visitado el Polo Norte y es la primera canadiense en esquiar sin ayuda en el Polo Sur.

## Premios
En 2011 recibió el Premio Humanitario Sir Edmund Hillary Foundation of Canada. En 2012 recibió un doctorado honorario de la Universidad de Laurentian.